# Drie kaartjes voor zondagavond
Drie kaartjes voor zondagavond is een hoorspel van Frank Werner. Der Sprung werd op 20 mei 1972 door de Sender Freies Berlin uitgezonden. C. Denoyer vertaalde het en de VARA zond het uit op woensdag 30 januari 1974 (met een herhaling op woensdag 18 augustus 1976). De regisseur was Ad Löbler. Het hoorspel duurde 36 minuten.

## Rolbezetting
- Joke Hagelen (Inge Kersten)
- Eva Janssen (haar moeder)
- Frans Somers (meneer Bender)
- Paul van der Lek (meneer Frenzel)
- Hans Karsenbarg (Paul)
- Paula Majoor (Rita)
- Jos Lubsen & Gerrie Mantel (Rainer & Vera)

## Inhoud
Inge, een jonge etalagiste, is met zichzelf en de wereld niet echt tevreden. Ze moet met haar kijvende moeder discussiëren, zich de buurman, die op haar jaagt, van het lijf houden, en ook de liefdesverhaaltjes van de vriendin vindt ze nu ook niet het einde. Ze voelt zich onvervuld en begint slechts geleidelijk te begrijpen, dat ze haar weg alleen moet zoeken…